# 格赖默斯堡
格赖默斯堡是德国莱茵兰-普法尔茨州的一个市镇。总面积10.16平方公里，总人口690人，其中男性328人，女性362人（2011年12月31日），人口密度68人/平方公里。